# Келиано, Мануэль
Мануэл(ь) Келиано (род. 16 января 2003, Луанда) — ангольский футболист, полузащитник, выступающий за национальную сборную Анголы и российский клуб «Ахмат» (Грозный).

## Карьера
Начал свою взрослую спортивную карьеру в клубе «Примейру ди Агошту» (Луанда) в 2022 году. В своём дебютном сезоне сыграл за клуб 32 матча и забил 2 гола. Команда в этом сезоне заняла 2-е место.
В следующем сезоне Келиано играл за португальский клуб «Эштрела (Амадора)».
В 2024 и 2025 годах в составе сборной Анголы становился победителем Кубка КОСАФА.
По состоянию на июль 2025 года, сыграл в сборной страны 16 матчей и забил 2 гола.
5 июля 2025 года футболист подписал контракт на 4 года с клубом «Ахмат». 9 августа того же года в домашней игре против «Зенита» (Санкт-Петербург) был признан игроком матча.